# Nexos
Nexos est une revue mexicaine culturelle, littéraire et politique, fondée en 1978. 

## Positionnement
Nexos, créé en 1978, a bénéficié de la collaboration d'intellectuels latino-américains très connus, comme José Woldenberg, Héctor Aguilar Camín, Carlos Fuentes et Wendy Guerra.
Nexos est, depuis sa création, un lieu de débat esthétique et littéraire, à la croisée du journalisme d'investigation et des sciences humaines. Mais c’est aussi l’incarnation d’une conception de la société. L'écrivain Hector Aguilar Camin, directeur de la revue Nexos, a été considérée comme un proche de l’ancien président mexicain, entre 1988 et 1994,  Carlos Salinas de Gortari, issu du  Parti révolutionnaire institutionnel qui est alors au pouvoir depuis des décennies, à la suite de la révolution de 1910 et du coup d'État du général Obregón en 1920. Selon Paco Ignacio Taibo II (qui s’exprime sur ce thème en 1994), il y trois clans dans le milieu intellectuel  mexicain : celui qui gravite autour de la revue Vuelta (aujourd’hui la revue Letras Libres), celui qui s’organise autour la revue Nexos, animée par Aguilar Camin, et quelques rares  indépendants. Nexos représente cette gauche « révolutionnaire  » si spécifique au Mexique, et Letras Libres une opposition plus libérale.
En 1998, l'écrivain Roger Bartra est ainsi désavoué par la direction de Nexos lorsqu’il publie, dans les colonnes de la revue, un texte intitulé « Notre 1984 » où il s’en prend à une tradition autoritaire de gauche, citant Cuba ou la Chine comme exemples. En 1998 toujours, Enrique Krauze, proche collaborateur d’Octavio Paz, au sein de la direction de la revue Vuelta, traite l’écrivain Carlos  Fuentes, qui collabore à Nexos, de « petit gringo d’origine mexicaine »